# Narayan Das
Narayan Das (Tribeni, 25 settembre 1993) è un calciatore indiano, difensore dello United Kolkata.

## Caratteristiche tecniche
È un terzino sinistro.

## Carriera

### Club
Ha giocato nella prima divisione indiana.

### Nazionale
Ha giocato nelle nazionali giovanili indiane Under-19 ed Under-23.
Con la nazionale maggiore indiana ha preso parte alla Coppa d'Asia 2019.

## Statistiche

### Presenze e reti nei club
| Stagione        | Club            | Campionato      | Campionato | Campionato | Coppe nazionali | Coppe nazionali | Coppe nazionali | Coppe continentali | Coppe continentali | Coppe continentali | Supercoppe | Supercoppe | Supercoppe | Totale | Totale |
| Stagione        | Club            | Comp            | Pres       | Reti       | Comp            | Pres            | Reti            | Comp               | Pres               | Reti               | Comp       | Pres       | Reti       | Pres   | Reti   |
| --------------- | --------------- | --------------- | ---------- | ---------- | --------------- | --------------- | --------------- | ------------------ | ------------------ | ------------------ | ---------- | ---------- | ---------- | ------ | ------ |
| 2012-2013       | Palian Arrows   | IL              | 22         | 2          | -               | -               | -               | -                  | -                  | -                  | -          | -          | -          | 22     | 2      |
| 2013-2014       | Dempo           | IL              | 17         | 0          | -               | -               | -               | -                  | -                  | -                  | -          | -          | -          | 17     | 0      |
| lug.-dic. 2014  | Goa             | ISL             | 13+1       | 0          | -               | -               | -               | -                  | -                  | -                  | -          | -          | -          | 14     | 0      |
| 2025            | United Kolkata  | CPD             | 9          | 0          | -               | -               | -               | -                  | -                  | -                  | -          | -          | -          | 9      | 0      |
| Totale Carriera | Totale Carriera | Totale Carriera | 62         | 2          |                 | -               | -               |                    | -                  | -                  |            | -          | -          | 62     | 2      |

### Cronologia presenze e reti in nazionale
| Cronologia completa delle presenze e delle reti in nazionale ― India | Cronologia completa delle presenze e delle reti in nazionale ― India | Cronologia completa delle presenze e delle reti in nazionale ― India | Cronologia completa delle presenze e delle reti in nazionale ― India | Cronologia completa delle presenze e delle reti in nazionale ― India | Cronologia completa delle presenze e delle reti in nazionale ― India | Cronologia completa delle presenze e delle reti in nazionale ― India | Cronologia completa delle presenze e delle reti in nazionale ― India |
| Data                                                                 | Città                                                                | In casa                                                              | Risultato                                                            | Ospiti                                                               | Competizione                                                         | Reti                                                                 | Note                                                                 |
| -------------------------------------------------------------------- | -------------------------------------------------------------------- | -------------------------------------------------------------------- | -------------------------------------------------------------------- | -------------------------------------------------------------------- | -------------------------------------------------------------------- | -------------------------------------------------------------------- | -------------------------------------------------------------------- |
| 25-12-2015                                                           | Thiruvananthapuram                                                   | Sri Lanka                                                            | 0 – 2                                                                | India                                                                | SAFF Championship 2015 - 1º turno                                    | -                                                                    |                                                                      |
| 27-12-2015                                                           | Thiruvananthapuram                                                   | India                                                                | 4 – 1                                                                | Nepal                                                                | SAFF Championship 2015 - 1º turno                                    | -                                                                    | 63’                                                                  |
| 31-12-2015                                                           | Thiruvananthapuram                                                   | India                                                                | 3 – 2                                                                | Maldive                                                              | SAFF Championship 2015 - Semifinale                                  | -                                                                    |                                                                      |
| 3-1-2016                                                             | Thiruvananthapuram                                                   | India                                                                | 2 – 1                                                                | Afghanistan                                                          | SAFF Championship 2015 - Finale                                      | -                                                                    |                                                                      |
| 27-3-2018                                                            | Bishkek                                                              | Kirghizistan                                                         | 2 – 1                                                                | India                                                                | Qual. Coppa d'Asia 2019                                              | -                                                                    | 46’                                                                  |
| 4-6-2018                                                             | Mumbai                                                               | India                                                                | 3 – 0                                                                | Kenya                                                                | Coppa Intercontinentale 2018 - 1º turno                              | -                                                                    | 79’                                                                  |
| 7-6-2018                                                             | Mumbai                                                               | India                                                                | 1 – 2                                                                | Nuova Zelanda                                                        | Coppa Intercontinentale 2018 - 1º turno                              | -                                                                    | 15’ 74’                                                              |
| 10-6-2018                                                            | Mumbai                                                               | India                                                                | 2 – 0                                                                | Kenya                                                                | Coppa Intercontinentale 2018 - Finale                                | -                                                                    | 90+1’                                                                |
| 13-10-2018                                                           | Suzhou                                                               | Cina                                                                 | 0 – 0                                                                | India                                                                | Amichevole                                                           | -                                                                    | 63’                                                                  |
| 17-11-2018                                                           | Amman                                                                | Giordania                                                            | 2 – 1                                                                | India                                                                | Amichevole                                                           | -                                                                    | 82’                                                                  |
| Totale                                                               |                                                                      | Presenze                                                             | 10                                                                   |                                                                      | Reti                                                                 | 0                                                                    |                                                                      |

## Palmarès

### Club
- I-League: 1

Inter Kashi: 2024–2025

### Nazionale
- SAFF Championship: 1

2015
- Coppa Intercontinentale (India): 1

2018